# Dime
Дми́трий Вале́рьевич Неча́ев, более известный как Dime (род. 19 мая 1978, Москва, СССР) — российский рэп-исполнитель, музыкальный продюсер, редактор иностранного отдела журнала «RAPпресс», исполнительный продюсер RAP Recordz, а также бывший участник групп Da Lost Boyz, Da B.O.M.B. и Nonamerz.
В 1997 году под псевдонимом «Dime» стал третьим участником рэп-группы Da Lost Boyz, в составе которой записал свою первую песню «Ещё один день». В том же году вошёл в состав хип-хоп-объединения Da B.O.M.B. (Da Lost Boyz & Max Mix Production). Весной 1998 года после распада группы Da Lost Boyz Дайм объединился с Доктором Андреем в дуэт Nonamerz. Летом 1999 года Нечаев стал редактором журнала «RAPпресс», а летом 2000 года — владельцем музыкального лейбла RAP Recordz.
В конце 2000 года группа Nonamerz выпустила дебютный альбом «Не эгоисты». В 2001 году Dime, Dr N-Drey, Mr. Shotgun и Mad Max возродили объединение Da B.O.M.B. в виде группы из четырёх человек и выпустили альбом «Том 2. Возрождение». В 2006 году вышел второй альбом группы Nonamerz — «Доктор и Дайм». В 2007 году оба альбома Nonamerz вошли в список главных альбомов русского рэпа по версии Rap.ru. В 2008 году дуэт приступил к записи третьего альбома «Культ Карго», который в итоге был записан Даймом как сольный альбом, но так и не был издан. В 2010 году Dime выпустил сольный альбом «Матч пойнт». Принял участие в создании документальных фильмов «HipHopHeroes: Underground Kings» (2000), «Раб лампы» (2016) и «Mr. Shotgun. Незаконченное дело» (2021).

## Карьера
В 1994 году Дмитрий «Dime» Нечаев познакомился с Андреем «Dr. N-Drey» Беспаловым и Антоном «Mr. Shotgun» Ивановым посредством обмена аудиокассетами с рэпом. В 1995 году Dr. N-Drey и Mr. Shotgun создали рэп-группу Da Lost Boyz, в составе которой они в том же году выпустили три демо-альбома: «Это не насилие», «Правда не для всех» и «Ребята по соседству» (он же «Дневник улицы»). Также в 1996 году вышел сольный альбом Shotgun’a, «Незаконченное дело». Dime стал третьим участником группы в 1997 году после того, как записал свою первую песню в качестве рэп-исполнителя, под названием «Ещё один день». Текст его куплета для него написал его коллега, Dr. N-Drey. В создании музыки к песне им помог MC Mix. Песня была записана на студии «Смысл Жизни» и позже была выпущена в альбоме Da B.O.M.B.
Летом 1997 года родилась идея проекта Da B.O.M.B., в который вошли группы Da Lost Boyz (Dime, Mr. Shotgun, Dr. N-Drey), Max Mix Production (MC Mix, Mad Max), A.D.A. (Tape-D, Mix MC, DJ Escape). Рэперы приступили к работе на студии «2С» со звукоинженером Виктором «Мутантом» Шевцовым, известным по работе с «Дельфином» и группой «Дубовый Гаайъ». В дополнение к уже записанным песням была записана сольная композиция Доктора Андрея, «Смерть дышит тебе в спину»; композиция Da Lost Boyz, «Их не нашли», спродюсированная Мастером Спенсором; ремикс на дебютную песню Max Mix Production, «Max Mix», а также общая композиция «У меня в кармане бомба», ставшая заглавной песней проекта.
В декабре 1997 года вышел дебютный альбом Da B.O.M.B., который был представлен как «Da Lost Boyz & Max Mix Production». Вышел альбом при поддержке Мастера Спенсора на лейбле «Элиас Records». После выхода альбома проект Da B.O.M.B. получил некоторую известность и положительную реакцию слушателей. Отличительной чертой данного альбома является присутствие ненормативной лексики в песнях группы Max Mix Production, чего раньше нельзя было встретить на записях у российских рэперов. Но в этот период Da B.O.M.B. практически не существует, поскольку группа Da Lost Boyz распалась из-за разногласий Дайма со своим бывшим сотоварищем по группе — Mr. Shotgun’ом. В результате чего в 1998 году Dime и Dr. N-Drey создают совместный проект Nonamerz. Первой песней стала «Та самая песня», записанная при участии Мастера Спенсора, «Делового» (экс-«Дерево Жизни»), «Солёного» («Необходимые Вещи») и вокалистки «Солнышка».
В конце 1998 года Дайм вместе с Мастером Спенсором был ведущим радио-шоу «Хип-хоп мастер» на «Радио Спорт», благодаря чему привлёк внимание главного редактора журнала «RAPпресс», Константина «Крыж» Небесных, который предложил ему стать редактором журнала, на что Дмитрий согласился. Осенью 1999 года Дайм познакомился с группой «Ю.Г.» и помог им выпустить «альбом Семьи Ю.Г.а» и дебютный альбом «Дёшево и сердито».
Альбом Da B.O.M.B. был переиздан на лейбле RAP Recordz 10 апреля 2000 года. К названию альбома добавилась приставка «Версия 1.2000». Летом 2000 года Нечаев стал владельцем RAP Recordz. Подробнее об этом он рассказал в документальном сериале «Хип-хоп в России: от 1-го лица»:
Был такой там товарищ Виталий, который был заявлен как коммерческий директор. У меня к тому времени появилась первая машина — Таврия. И я вместе с ним ездил по делам и смотрел, как они в то время выпускали аудиокассеты. Получилось так, что летом Виталий по своим обстоятельствам отошёл от дел, и получилось так, что я был в курсе всего происходящего, как производить кассеты, кому платить, куда везти, с кем работать, кому звонить. Я этот механизм за несколько месяцев изучил. И получилось так, что я занял его место. И летом 2000 года я очень плотно погрузился в реалии лейбла RAP Recordz, журнала RAPпресс и всей этой организации.
К осени 2000 года группа Nonamerz записала свой дебютный альбом «Не эгоисты» и выпустила его в рамках акции лейбла RAP Recordz, «Революция свершилась», вместе с альбомами групп «Ю.Г.» («Дёшево и сердито») и D.O.B. («M.C. — Мастера Слова»). В течение 2001 года Доктор и Дайм при поддержке битмейкера Кита возродили объединение Da B.O.M.B., на этот раз в виде группы из четырёх участников: Dime, Dr N-Drey, Mr. Shotgun, Mad Max. Результатом стал альбом «Том 2. Возрождение», вышедший 17 декабря 2001 года на лейбле RAP Recordz. В 2004 году в интервью порталу Rap.ru Дайм признался, что лучше бы это был второй альбом Nonamerz.
Одновременно с ним на компакт-дисках было выпущено переиздание дебютного альбома под названием «Всё ещё не эгоисты» с бонус-треками и ремастерингом. В 2006 году вышел второй альбом группы Nonamerz, «Доктор и Дайм».
В 2009 году было заявлено о записи сольного альбома Дайма под названием «Культ Карго». В апреле 2009 года появилась информация о съёмке двух видеоклипов на композиции «Одноклассница» и ремикса на трек «(В Грузии) Дождь». 31 июля 2009 года клип «Одноклассница», снятый автором ряда видеоработ для Карандаша Андреем Харзеевым, был презентован на Rap.ru.
1 сентября 2010 года на Rap.ru была презентована композиция «Право на слово» с участием Пабло Прекрати и Rokki Roketto и объявлен скорый выпуск интернет-альбома «Матч пойнт», предваряющего выход непосредственно самого «Культа Карго». 29 октября был выпущен промосингл «32 в 32», а 2 ноября на Rap.ru появился и сам интернет-альбом «Матч пойнт».
В 2014 году Дайм попал в новостные ленты московских телеканалов «ТВ Центр» и «РЕН ТВ» в связи со смертью участника группы Lyrics Family, столичного рэпера Сергея Ермакова, более известного в хип-хоп-среде как «Ермакъ».
В 2016 году Dime появился в документальном фильме «Раб лампы», посвящённом памяти Алексея «Грюндика» Перминова из группы «Рабы лампы».
В 2016 году сайты о хип-хоп-культуре ссылались на Дайма в качестве достоверного источника, оповестившего о смерти Шотгана, участника московских групп Da B.O.M.B. и Da Lost Boyz.
В 2019 году специально для видеоблога Inside Show Дайм дал первое почти за 10 лет интервью. В нём он рассказал о своих претензиях к современному рэпу, о знакомстве с Оксимироном, об истории своего легендарного лейбла RAP Recordz.
В 2020 году в «Твиттере» Дайм оказался вовлечённым в дискуссию с американским рэпером Talib Kweli, который назвал русских рэперов нацистами и объявил им войну.
В 2021 году Dime появился в документальном фильме «Mr. Shotgun. Незаконченное дело», посвящённом памяти Антона «Mr. Shotgun» Иванова из группы Da B.O.M.B.

## Личная жизнь
Дмитрий Нечаев окончил гимназию № 1512 на окраине Москвы, затем Государственный университет управления (институт «Управления на транспорте», кафедра «Управление международными перевозками»). Женился в 2002 году. Отец двоих детей: Максим (2008) и Никита (2008). В 2020 году в разгар пандемии COVID-19 в России вместе с семьёй покинул Россию и эмигрировал на Кипр.

## Дискография
Студийные альбомы
- 2010 — Матч пойнт

Альбомы в составе группы Da B.O.M.B.
- 1997 — Da Lost Boyz & Max Mix Production
- 2000 — Версия 1.2000 (переиздание альбома 1997 года)
- 2001 — Том 2. Возрождение
- 2013 — Max Mix Production & Da Lost Boyz (переиздание альбома 1997 года)
- 2012 — 10 лет/Настоящий хип-хоп (макси-сингл)

Альбомы в составе группы Nonamerz
- 2000 — Не эгоисты
- 2006 — Доктор и Дайм

Сборники в составе группы Nonamerz
- 2005 — Пиратка (бутлег)
- 2008 — Piratka Mixtape
- 2010 — Из 90-х

Концертные альбомы
- 2002 — Это только начало (совместный концерт Ю.Г., Nonamerz и Da B.O.M.B.)

Синглы
- 2010 — 32 в 32

## Фильмография
Документальные фильмы
- 2000 — HipHopHeroes: Underground Kings
- 2016 — «Раб лампы»
- 2021 — «Mr. Shotgun. Незаконченное дело»

Видеоклипы
- 2000 — «Ещё один день, часть 2» (в составе группы Nonamerz)[30]
- 2000 — «Ещё один день, часть 2 (версия Nonamerz)» (в составе группы Ю.Г.)[31]
- 2009 — Dime (Nonamerz) & Maestro A-Sid — «Одноклассница»
- 2010 — Dime (Nonamerz) — «(В Грузии) Дождь» (feat. Дабл и Вент)